# Gero (markgraaf)

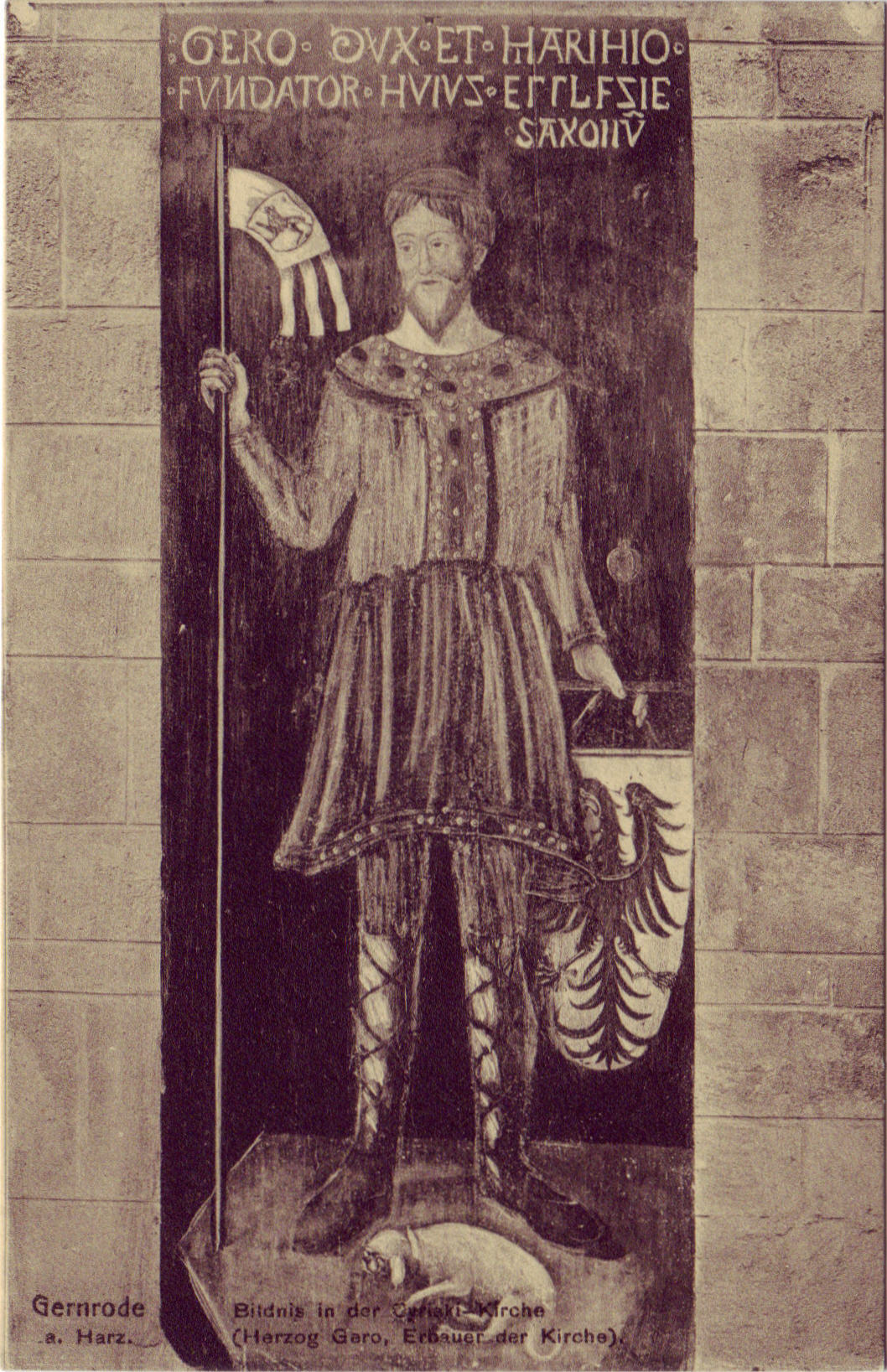
14e-eeuwse wandschildering die Gero voorstelt in de kerk, die Gero in Gernrode stichtte.

Gero (ook wel Gero van Stade of Gero de Grote (Latijn: magnus)) (ca. 900 - 20 mei 965) was vanaf 937 de eerste en enige markgraaf van de Saksische Oostmark. Hij speelde een belangrijke rol in het expansionistische beleid aan de oostkant van het Oost-Frankische Rijk in de tijd van de vroege Liudolfingen.
Hij was een zoon van Gero van Stade en Hartzfeld. Hij regeerde aanvankelijk een bescheiden mark rondom Merseburg, dat hij in de loop van de 10e eeuw deed uitgroeien  tot een uitgestrekt naar hem vernoemd territorium: de marca Geronis. In het midden van de 10e eeuw, was hij de leider van de Saksische oostkolonisatie.
Hij werd door Hendrik de Vogelaar aangeduid tot markgraaf van Lausitz en in 937 vermoedelijk tot markgraaf van Brandenburg door Otto I. Gero voerde een behoedzaam en waardig bestuur en sloeg behendig de aanvallen van de Slaven af. In 954 versloeg hij de Ukrani en hield er een belangrijke buit aan over. In 955 wist hij door zijn handigheid Otto een totale overwinning op de Slaven te bezorgen. In 955 stichtte Gero de abdij Gernrode en onderwierp in 963 graaf Misiko aan de keizer. Hij was gehuwd met Magdalena, uit het huis Anhalt, en had twee zonen:
- Gero
- Siegfried (-959).